# Dorothy Bohm
Dorothy Bohm (geboren als Dorothea Israelit am 22. Juni 1924 in Königsberg, Deutsches Reich; gestorben am 15. März 2023 in London) war eine britische Fotografin.

## Leben
Dorothea Israelit wuchs in einer wohlhabenden jüdischen Familie eines Textilfabrikanten auf, die 1932 nach Memel im litauisch okkupierten Memelland floh und Anfang 1939 nach Schaulen in Litauen. Im Sommer 1939 wurde sie von ihren Eltern nach England geschickt, wo ihr Bruder Igor in Manchester studierte, und besuchte zunächst eine Boarding School und dann das Manchester Municipal College of Technology, wo sie eine Fotografenlehre machte. 1945 heiratete sie den aus Lodz geflohenen Chemiker Louis Bohm, Monica Bohm-Duchen ist eine von zwei Töchtern, 1947 erhielten sie die britische Staatsbürgerschaft. Bohm konnte ihre Eltern und ihre Schwester 1963 aus der Sowjetunion nach England holen.
Im Zentrum von Manchester eröffnete sie 1945 unter dem Künstlernamen Dorothy Alexander ein eigenes Geschäft, das Fotografenstudio Alexander; das Geschäft veräußerte sie 1958. Da ihr Mann als Chemieingenieur beruflich international eingesetzt war, kamen sie viel herum, so nach Ägypten, Paris, New York, San Francisco, und sie machte 1956 eine Reise nach Mexiko. In England verlegten sie ihren Wohnsitz 1956 nach Hampstead. Mit der Aufgabe des Studios wechselte Bohm von der Porträtfotografie auf die Straßenfotografie, zunächst noch in schwarz-weiß, ab den 1980er Jahren auch und dann ausschließlich in Farbe.
1971 gründete Bohm mit Sue Davies die „Photographers' Gallery“ in London, und sie organisierten dort bis 1986 Ausstellungen von Kollegen. 1974 machte sie eine fünfwöchige Tour durch Südafrika und stellte dazu eine Bilderserie aus. 1980 produzierte BBC Two eine Dokumentation über sie. Zwischen 1998 und 2004 betrieb sie mit Helena Kovac die „Focus Gallery for Photography“.
Bohm erhielt 2009 die Ehrenmitgliedschaft in der Royal Photographic Society.

## Ausstellungen, Bildbände (Auswahl)
- A World Observed. Einführung Roland Penrose. London: Hugh Evelyn, 1970
- Dorothy Bohm, Ian Norrie: Hampstead: London Hill Town. London: Wildwood House, 1981
- Ian Norrie, Dorothy Bohm: A Celebration of London, Walks around the Capital. London: André Deutsch, 1984
- Dorothy Bohm Photographs. Ausstellung. Text Nissan Perez. Jerusalem: The Israel Museum, 1986
- Egypt. Vorwort Lawrence Durrell. Text Ian Jeffrey. London: Thames & Hudson, 1989
- Venice. Text Ian Jeffrey. London: Thames & Hudson, 1992
- Colour Photography 1984–94. Text Ian Jeffrey. London: The Photographers’ Gallery, 1994
- Sixties London. Texte Amanda Hopkinson, Ian Jeffrey. London: Lund Humphries, 1996
- Walls and Windows. Texte Mark Haworth-Booth, Monica Bohm-Duchen. London: Lund Humphries Publishers, 1998
- Inside London. Texte Martin Harrison, Jessica Duchen. London: Lund Humphries, 2000
- Breaks in Communication. Text Martin Harrison. Göttingen: Steidl, 2002
- Un Amour de Paris. Texte Mark Haworth-Booth, Lynne Woolfson, Françoise Reynaud. Paris: Paris Musées, 2005
- Ambiguous Realities: Colour Photographs by Dorothy Bohm. Text Monica Bohm-Duchen. London: Ben Uri Gallery, 2007
- David Hawkins (Hrsg.): A World Observed, 1940–2010: Photographs by Dorothy Bohm. Texte Monica Bohm-Duchen, Colin Ford, Ian Jeffrey. London: Philip Wilson, 2010
- About Women. Stockport: Dewi Lewis, 2016